# Himmelbjerget
Il Himmelbjerget (in italiano La montagna del cielo) è una collina situata tra Ry e Silkeborg in Danimarca, nella zona nota come Søhøjlandet.
Con un'altezza di 147 m, è uno dei punti naturali più alti del paesaggio danese.
Himmelbjerget divenne nota in Danimarca durante il XIX secolo, quando le persone si radunarono qui per ammirare i panorami e celebrare la nascita della nazione danese. Sulla cima della collina c'è una torre alta 25,1 m, che fu eretta nel 1875 per onorare il re Federico VII di Danimarca. Vicino alla cima ci sono vari monumenti, tra cui uno per commemorare l'acquisizione del diritto di voto da parte delle donne avvenuta nel 1915.